# Canal del Gurdem

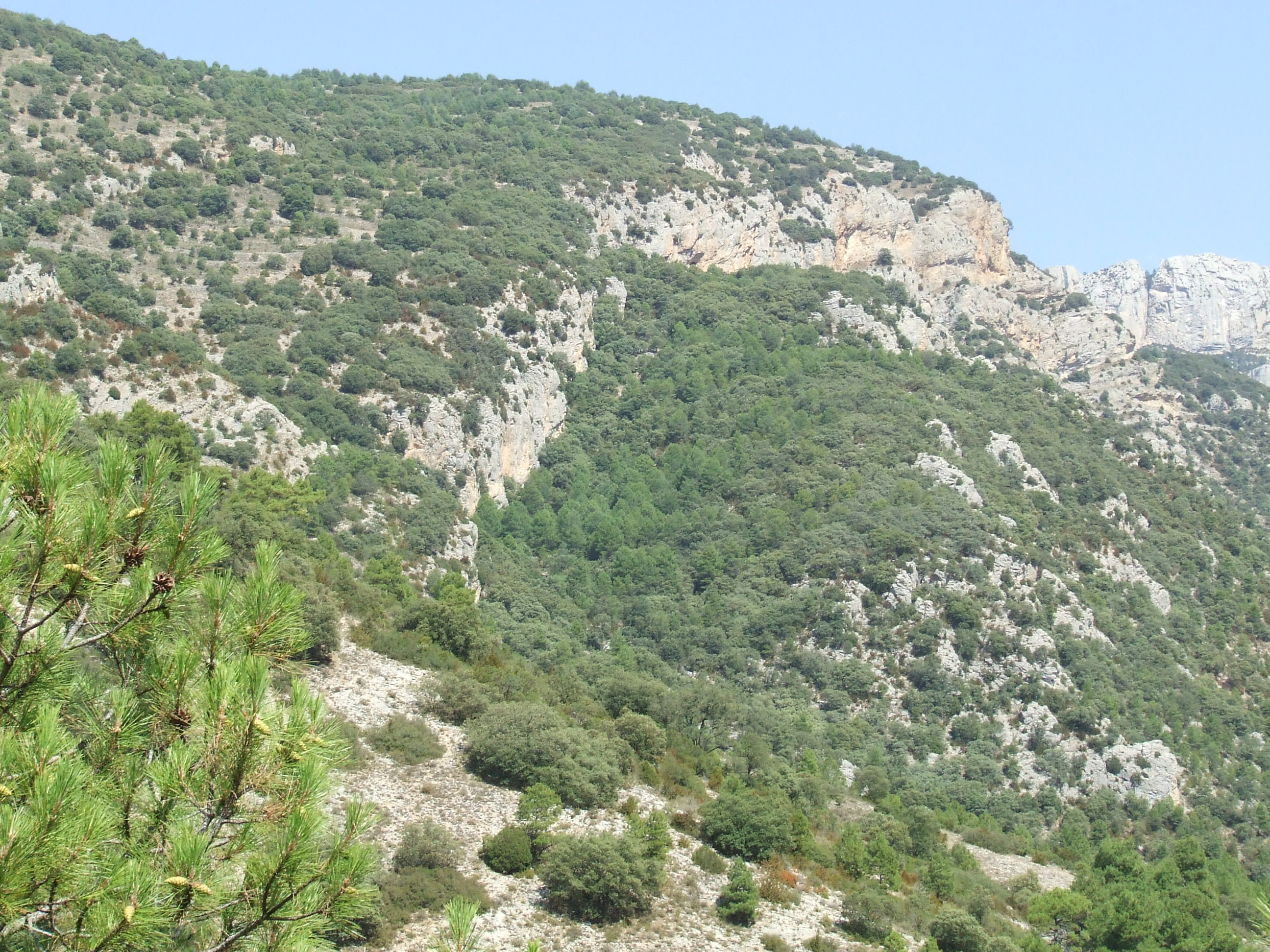
La canal, des de migdia

La Canal del Gurdem és una canal del terme d'Abella de la Conca, al Pallars Jussà.
El seu curs s'origina molt a prop, a ponent, de la masia de Cal Gurdem Vell i del Forat del Gurdem Vell, des d'on davalla cap al sud-oest, marcant el profund sol anomenat Canal del Gurdem, solc molt més evident pel costat de ponent que pel de llevant, on és més suau. Va a abocar-se en el riu d'Abella a ponent de la Masia Gurdem poc després de travessar els Camps de Gurdem, prop i a llevant d'on hi hagué Casa Fontanet.

## Etimologia
Rep el nom del fet que el barranc obre un profund solc en el territori per on discorre: una canal. Gurdem és a causa d'estar en territori de l'antiga masia de Cal Gurdem (Cal Gurdem Vell, actualment), masia abandonada i substituïda per la moderna Masia Gurdem.